# SW Гидры
SW Гидры (лат. SW Hydrae), HD 113344 — одиночная переменная звезда в созвездии Гидры на расстоянии (вычисленном из значения параллакса) приблизительно 7232 световых лет (около 2217 парсек) от Солнца. Фотографическая звёздная величина звезды — от менее +13m до +9,8m.
Открыта Э. Дж. Кэннон в 1914 году*.

## Характеристики
SW Гидры — красный гигант, пульсирующая переменная звезда, мирида (M) спектрального класса M2e, или M3e, или Md. Эффективная температура — около 3375 K.